# Канцелярія Президента Республіки Польща

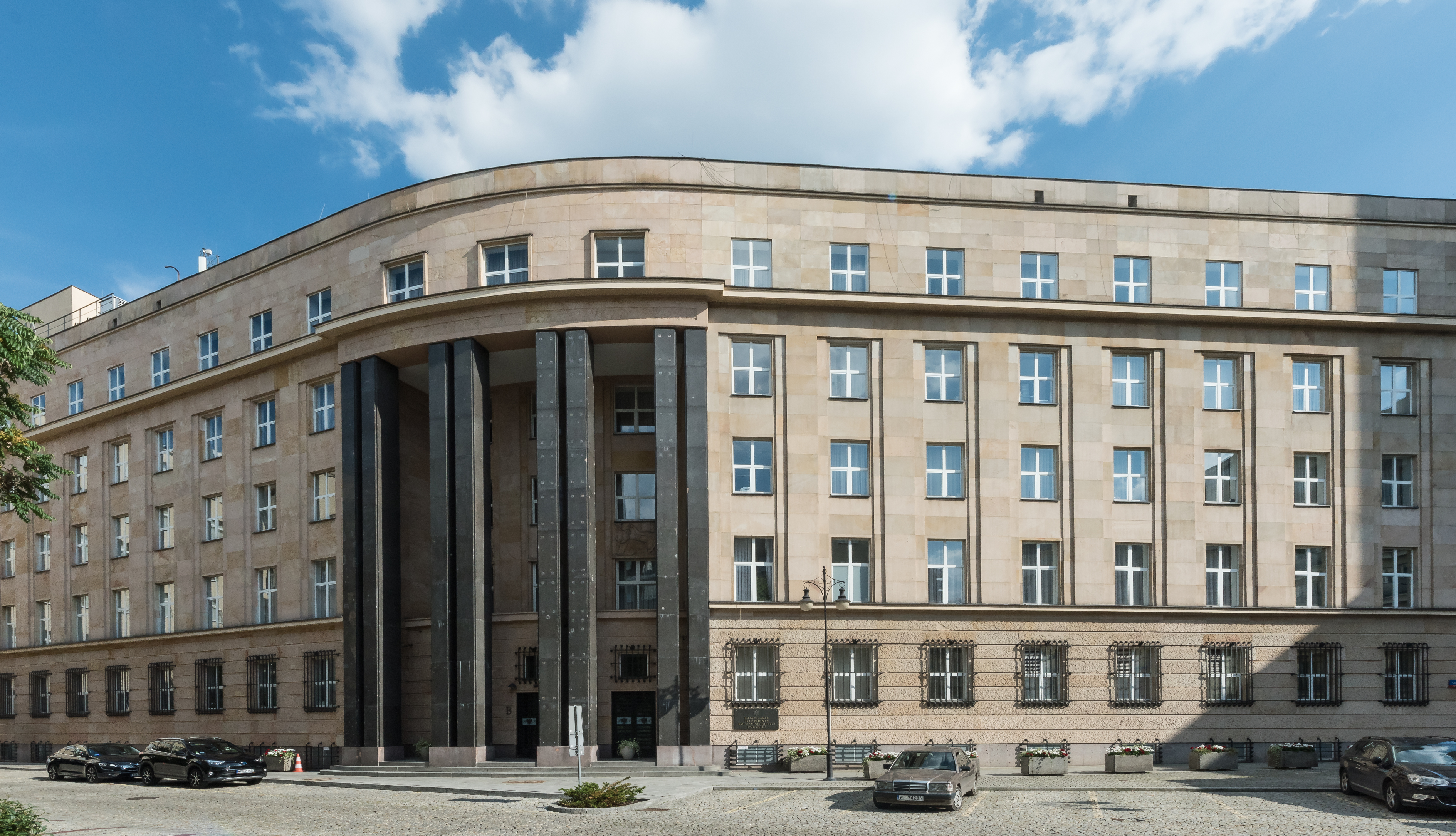

Канцелярія Президента Республіки Польща (пол. Kancelaria Prezydenta Rzeczypospolitej Polskiej), заснований у 1989 році, є урядовою установою, що складається з безпосереднього персоналу Президента Польщі, який допомагає та керується Президентом. Завданням Канцелярії є надання допомоги Президенту в його роботі, які включають Кабінет Президента та Канцелярію національної безпеки. Керівник канцелярії (Szef Kancelarii) очолює установу; Керівник призначається Президентом і безпосередньо підзвітний йому.

## Керівники канцелярії
1. Міхал Янішевський (вересень 1989 – 21 грудня 1990) – за президента Войцеха Ярузельського
2. Ярослав Качинський (22 грудня 1990 – 31 жовтня 1991) – Лех Валенса
3. Януш Зілковський (1 листопада 1991 – 11 травня 1995) – Лех Валенса
4. Томаш Квятковський (11 травня 1995 – 12 серпня 1995) – Лех Валенса
5. Станіслав Іваніцький (21 серпня 1995 – 22 грудня 1995) – Лех Валенса
6. Данута Ванєк (23 грудня 1995 – 2 грудня 1997) – Олександр Квасьневський
7. Данута Гюбнер (2 грудня 1997 – 13 листопада 1998) –  Олександр Квасьневський
8. Ришард Каліш (13 листопада 1998 – 13 червня 2000) –  Олександр Квасьневський
9. Йоланта Шиманек-Дереш (13 червня 2000 – 18 жовтня 2005) –  Олександр Квасьневський
10. Едвард Шиманський (в.о., 18 жовтня 2005 – 22 грудня 2005) –  Олександр Квасьневський
11. Анджей Урбанський (23 грудня 2005 – 2 червня 2006) – Лех Качинський
12. Роберт Драба (в.о., 2 червня 2006 – 2 серпня 2006) – Лех Качинський
13. Олександр Щигло (2 серпня 2006 – 7 лютого 2007) – Лех Качинський
14. Роберт Драба (в.о., 7 лютого 2007 – 29 листопада 2007) – Лех Качинський
15. Анна Фотига (29 листопада 2007 – 20 серпня 2008) – Лех Качинський
16. Пьотр Ковнацкі (в.о. 20 серпня 2008 – 4 вересня 2008) – Лех Качинський
17. Пьотр Ковнацький (4 вересня 2008 – 27 липня 2009) – Лех Качинський
18. Владислав Стасяк (27 липня 2009 – 10 квітня 2010) – Лех Качинський
19. Яцек Міхаловський (в.о., 11 квітня 2010 р. – 7 липня 2010 р.) – Броніслав Коморовський (в.о. президента)
20. Яцек Міхаловський (7 липня 2010 – 5 серпня 2015) – Броніслав Коморовський (в.о. президента), Богдан Борусевич (в.о. президента), Гжегож Схетина (в.о. президента) та Броніслав Коморовський
21. Малгожата Садурська (з 7 серпня 2015) – Анджей Дуда

## Керівники кабінету
1. Кшиштоф Пуш (22 грудня 1990 – 29 жовтня 1991) – Лех Валенса
2. Мєчислав Вачовський (29 жовтня 1991 – 25 серпня 1995) – Лех Валенса
3. Марек Унгір (23 грудня 1995 – 30 грудня 2004) – Олександр Квасьневський
4. Вальдемар Дубаньовський (20 січня 2005 – 22 грудня 2005) – Олександр Квасьневський
5. Ельжбета Якубяк (23 грудня 2005 – 23 липня 2007) – Лех Качинський
6. Maciej Łopiński (23 липня 2007 – 10 квітня 2010) – Лех Качинський
7. Мацей Лопінський (10 квітня 2010 – 6 липня 2010) – Броніслав Коморовський (в.о. президента)
8. Павел Лісевич (5 вересня 2013 – 5 серпня 2015) – Броніслав Коморовський
9. Адам Квятковський (7 серпня 2015 – 4 квітня 2017) – Анджей Дуда
10. Кшиштоф Щерський (4 квітня 2017 – 4 січня 2021) – Анджей Дуда
11. Paweł Szrot (5 січня 2021 – ) – Анджей Дуда

## зовнішні посилання
- Офіційний президентський сайт

Шаблон:OfficePresidentPolandChief
52°13′34″ пн. ш. 21°01′33″ сх. д. / 52.22611° пн. ш. 21.02583° сх. д.